# Bolbohamatum laevicolle
Bolbohamatum laevicolle är en skalbaggsart som beskrevs av John Obadiah Westwood 1848. Bolbohamatum laevicolle ingår i släktet Bolbohamatum och familjen Bolboceratidae. Inga underarter finns listade.